# Renneville (Haute-Garonne)
Renneville (okzitanisch: Renevila) ist eine französische Gemeinde mit 539 Einwohnern (Stand: 1. Januar 2022) im Département Haute-Garonne in der Region Okzitanien (vor 2016 Midi-Pyrénées). Sie gehört zum Arrondissement Toulouse und zum Kanton Revel. Die Einwohner werden Rennevillois genannt.

## Lage
Renneville liegt in der Kulturlandschaft Lauragais am Canal du Midi, 32 Kilometer südöstlich von Toulouse. Der Hers-Mort durchquert die Gemeinde. Umgeben wird Renneville von den Nachbargemeinden Villefranche-de-Lauragais im Norden, Avignonet-Lauragais im Osten und Südosten, Montclar-Lauragais im Süden sowie Gardouch im Westen. 
Durch die Gemeinde führt die Autoroute A61.

## Bevölkerungsentwicklung
| Jahr                       | 1962 | 1968 | 1975 | 1982 | 1990 | 1999 | 2006 | 2013 | 2020 |
| -------------------------- | ---- | ---- | ---- | ---- | ---- | ---- | ---- | ---- | ---- |
| Einwohner                  | 204  | 215  | 222  | 262  | 334  | 334  | 448  | 518  | 543  |
| Quellen: Cassini und INSEE |      |      |      |      |      |      |      |      |      |

## Sehenswürdigkeiten
- Kirche Saint-Jacques
- Aquädukt Les Voûtes, 1688 erbaut, Monument historique seit 1998

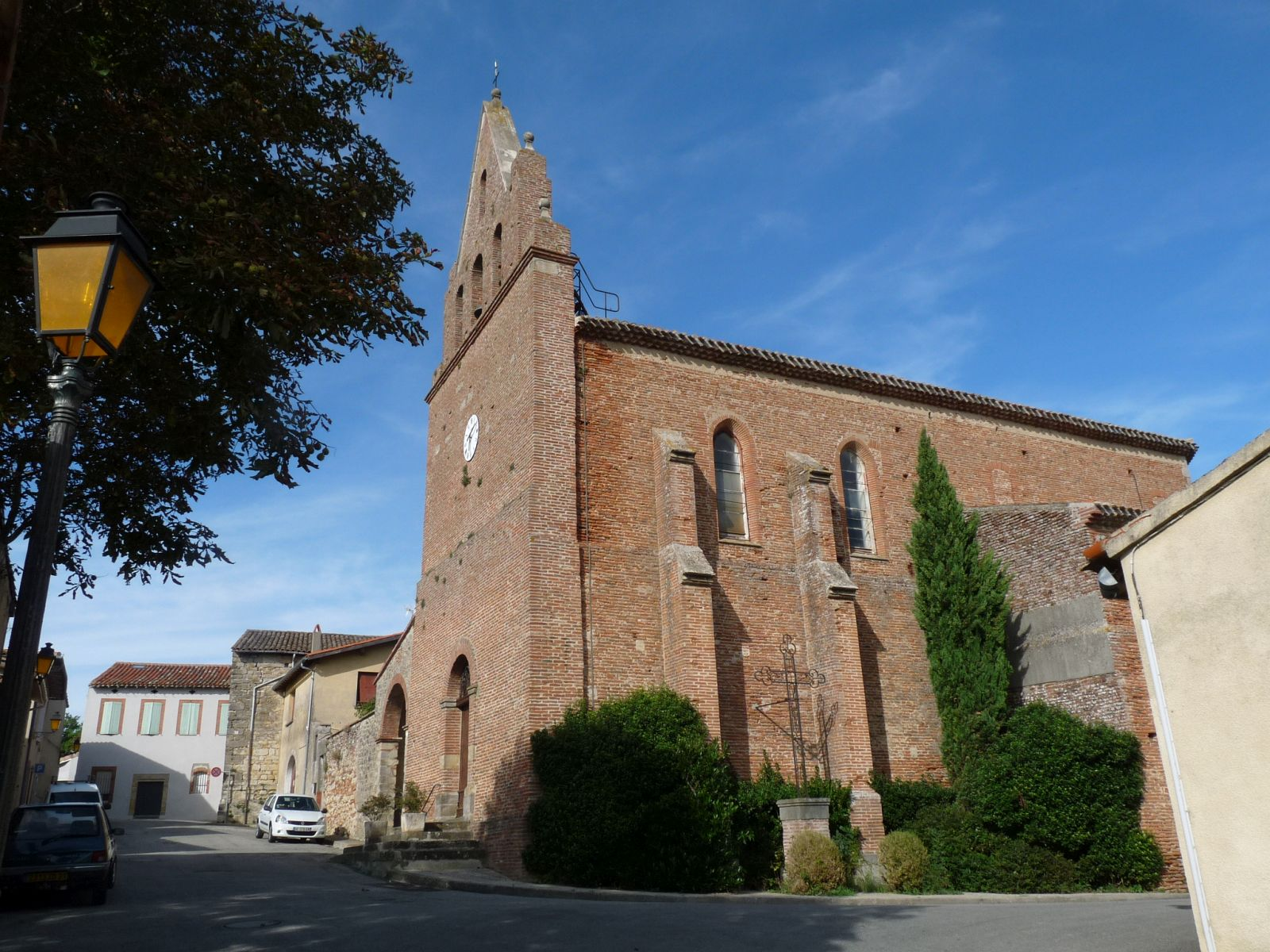
Kirche Saint-Jacques
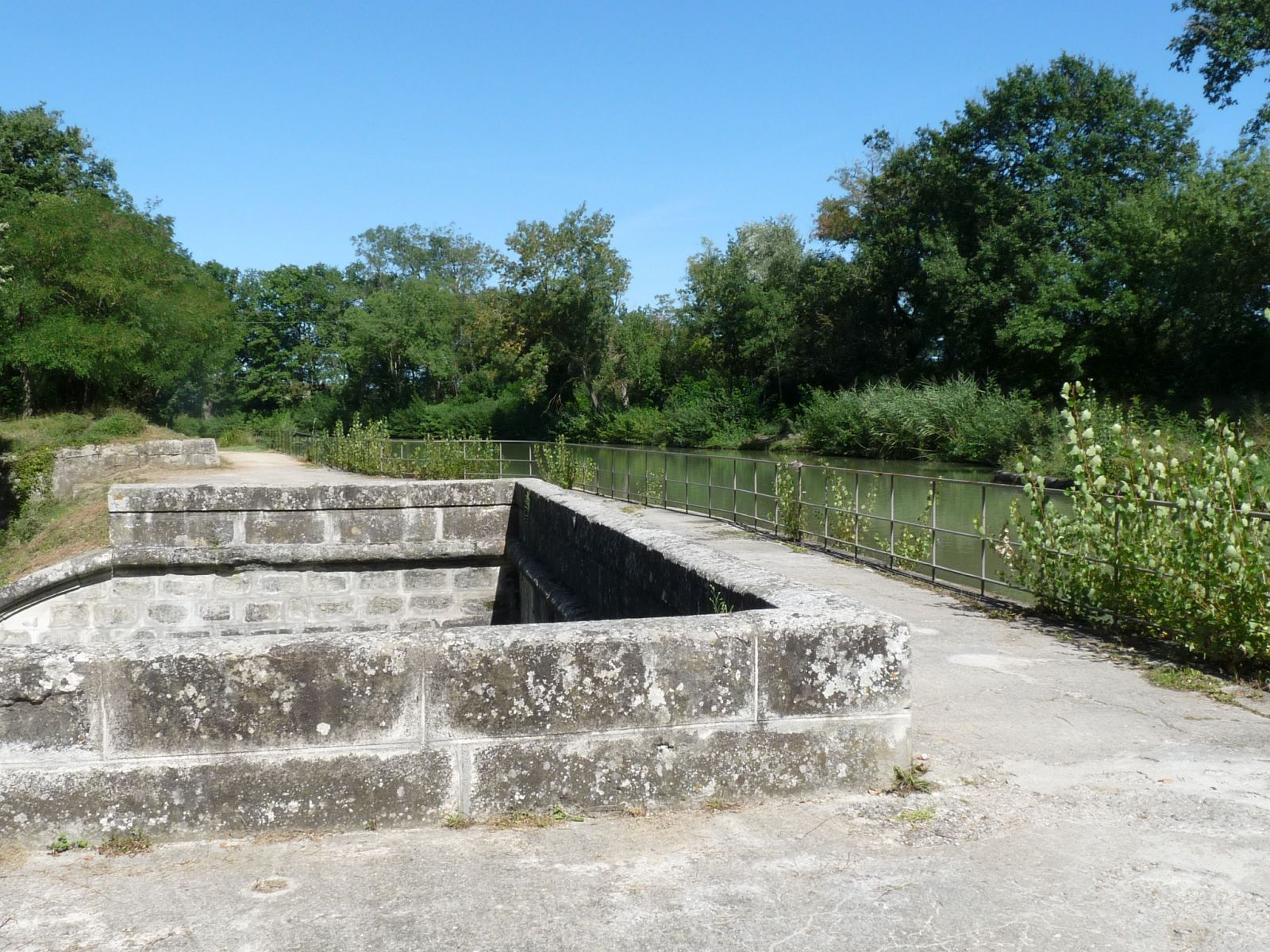
Aquädukt Les Voûtes
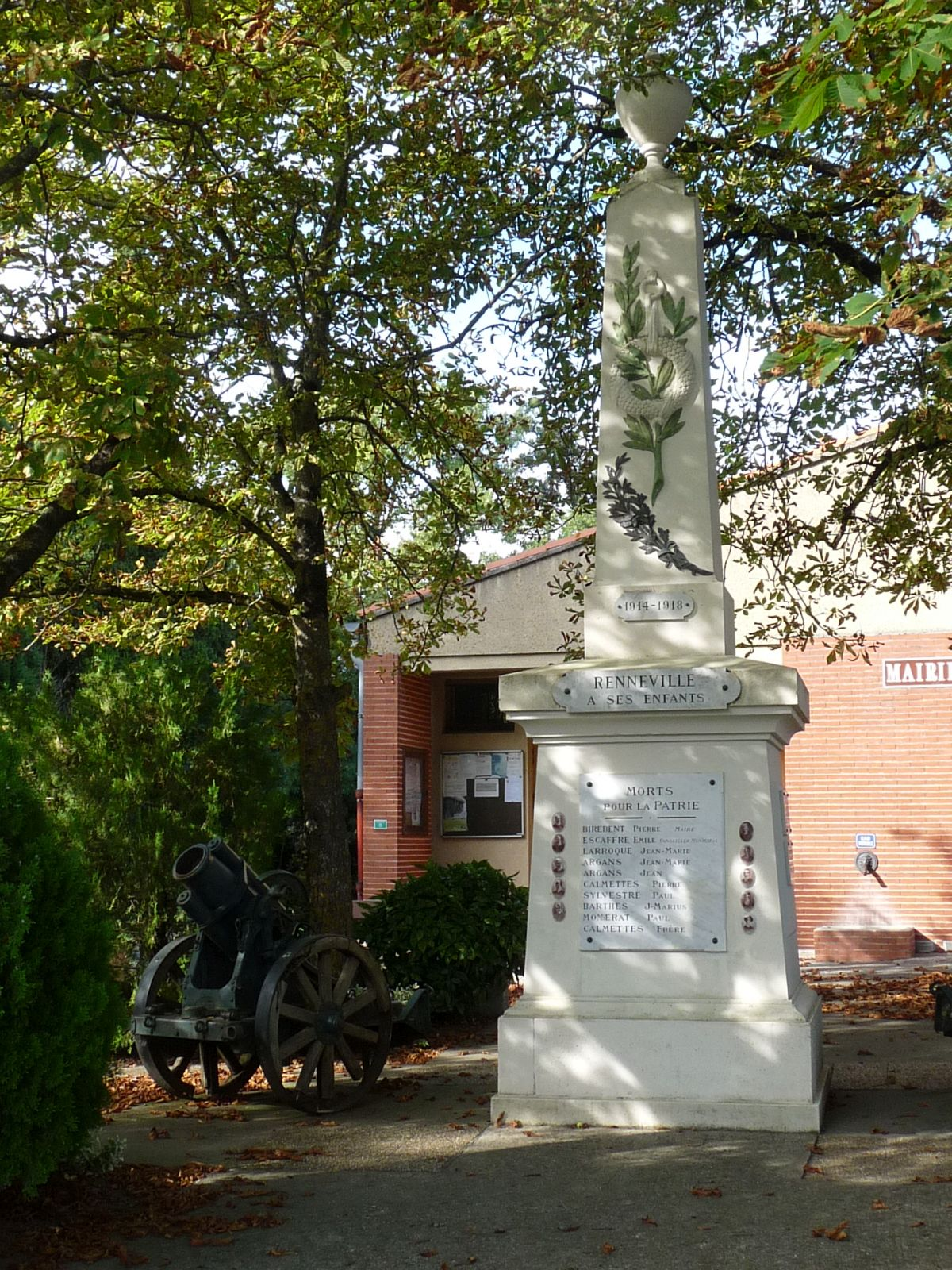
Gefallenendenkmal
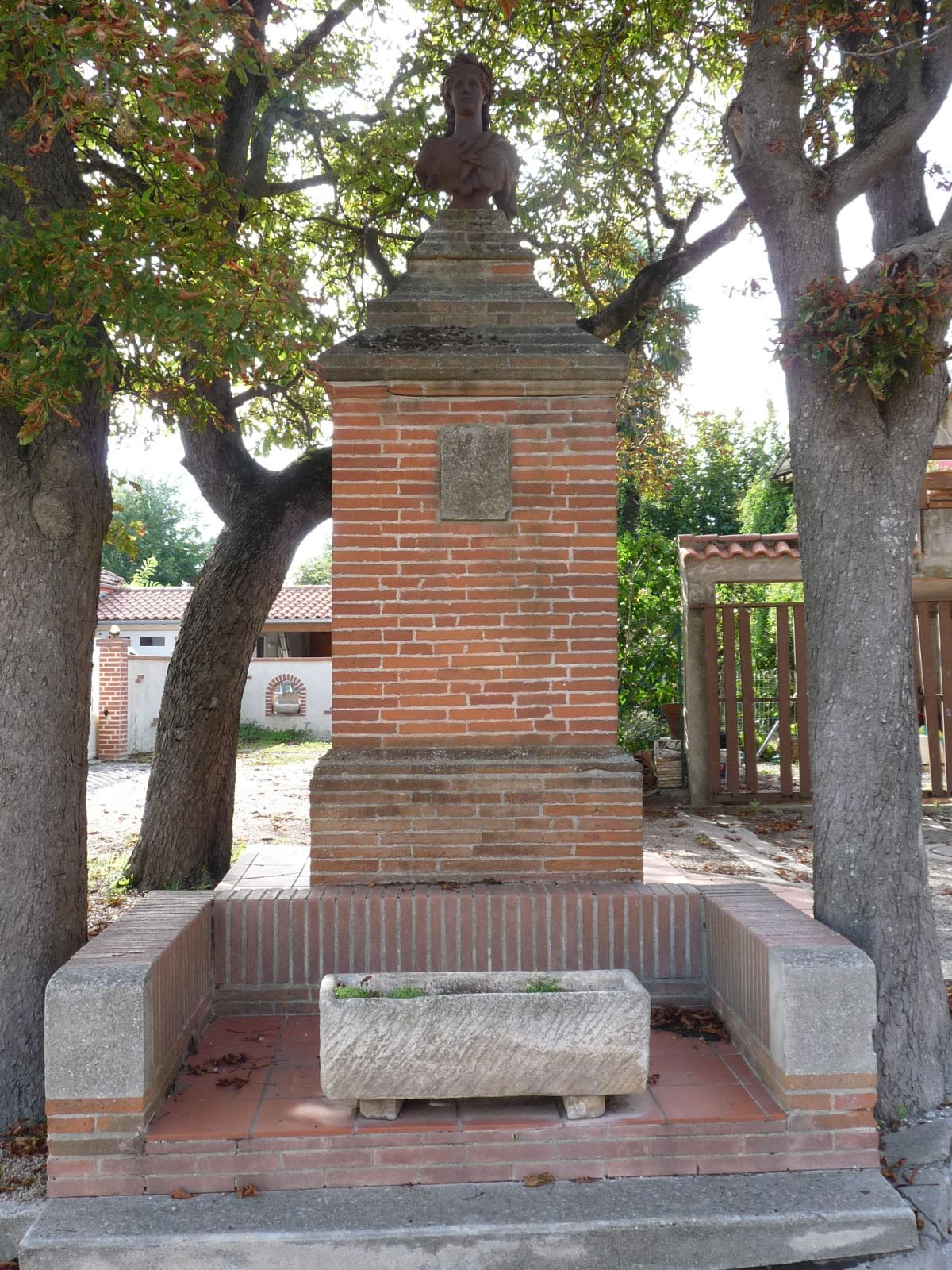
Brunnen